# 报春蜂斗草
报春蜂斗草（学名：Sonerila primuloides），为野牡丹科蜂斗草属下的一个植物种。